# Hlubinná puma

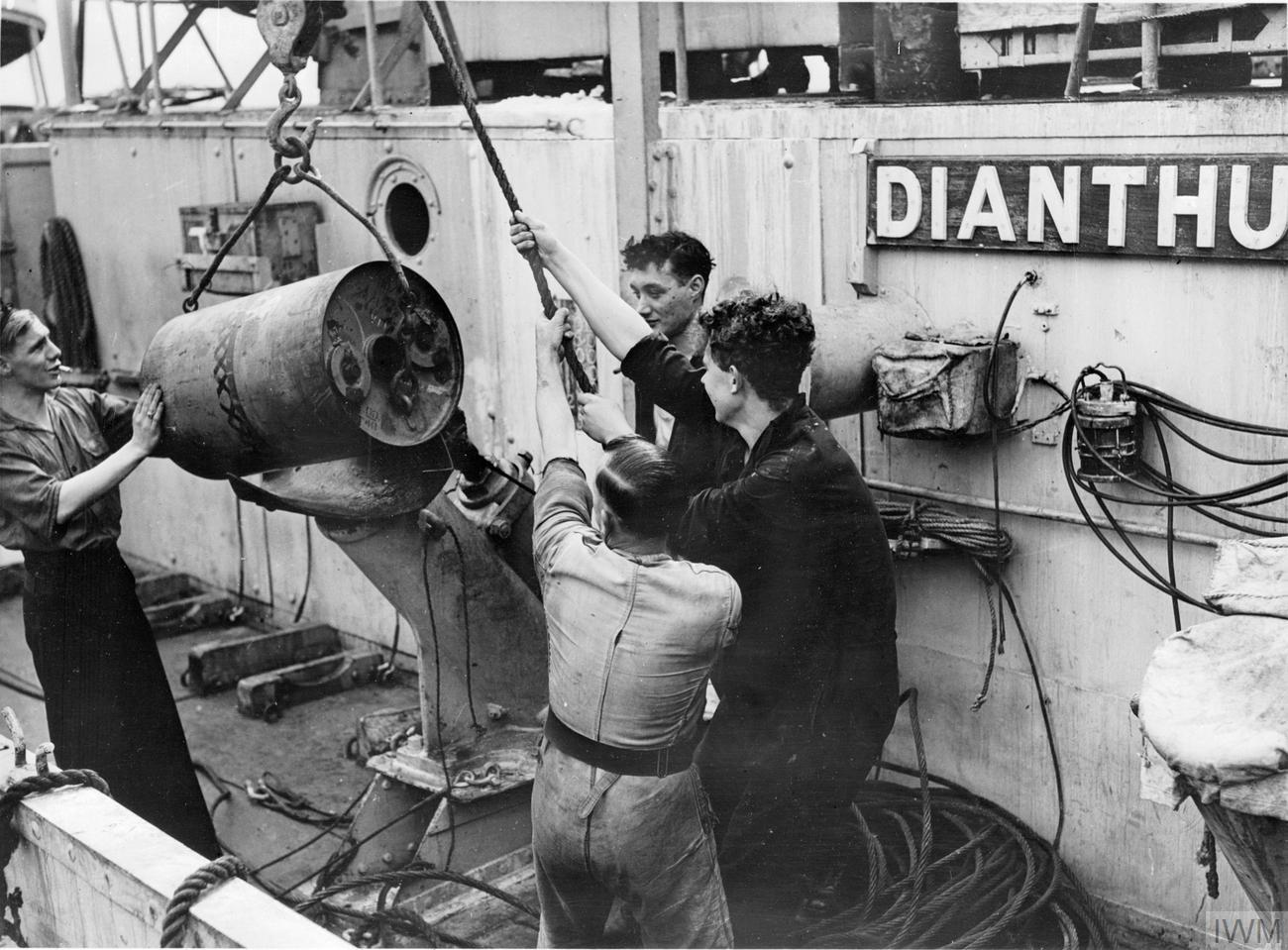
Hlubinná puma Mark VII je umísťována na odpalovací zařízení typu K-gun na britské korvetě třídy Flower HMS Dianthus

Pro účinek hlubinné pumy je důležité nastavení hloubky jejího výbuchu

Hlubinná puma je protiponorková zbraň, tedy zbraň určená k ničení ponorek. Hlubinná puma může být nesena například lodí nebo letadlem. Před jejím vypuštěním je nastavena hloubka detonace s cílem zajistit výbuch co nejblíže cíli (ponorky). Existují typy s konvenční výbušninou i jadernou hlavicí (jaderná hlubinná puma). 
První hlubinné pumy byly vyvinuty v době první světové války, která přinesla první rozsáhlé nasazení ponorek a používány od roku 1916. Vypouštěny byly ze skluzu na zádi lodi a jejich trhavá nálož (TNT, resp. Amatol, popř. trhaviny s vyšší brizancí, kupříkladu Minol či Torpex) vybuchla v předem nastavené hloubce. Používány byly také vrhače hlubinných pum, které je mohly vymrštit dále od boků lodi. Kombinace skluzavek a vrhačů hlubinných pum u spojenců za druhé světové války doplnila zařízení vrhající salvu hlubinných pum před loď – Hedgehog (Ježek) a Squid (Oliheň). Za studené války byly používány raketové vrhače hlubinných pum s dosahem v řádu kilometrů, které mohly nést jadernou hlavici.
Vrhače hlubinných pum se svojí konstrukcí dělí na tzv. K-gun (vystřeluje hlubinné pumy pouze jedním směrem – zpravidla instalovány v párech po jednom na levoboku a pravoboku) a Y-gun (dvounásobný vrhač střílející jednou pumou na levobok a druhou na pravobok).